# بييترو فانا
بييترو فانا (بالإيطالية: Pietro Fanna)‏ مواليد 23 يونيو 1958 في إيطاليا، هو لاعب كرة قدم إيطالي سابق كان يلعب كلاعب وسط.

## المسيرة الاحترافية

### أندية لعب لها
- أتالانتا
- يوفنتوس
- هيلاس فيرونا
- إنتر ميلان
- فيرونا

## روابط خارجية
- بييترو فانا على موقع الاتحاد الدولي (مؤرشف)  (الإنجليزية)
- بييترو فانا على موقع قاعدة بيانات كرة القدم.إي يو (الإنجليزية)
- بييترو فانا على موقع ناشيونال فوتبول تيمز (الإنجليزية)
- بييترو فانا على موقع أوليمبيديا (الإنجليزية)